# Passo dos Fortes
Passos dos Fortes é um bairro da cidade de Chapecó, onde está localizada a rodoviária, com conexões para as principais cidades do Brasil e catarinenses e o Fórum. Neste bairro há muitas lojas decorrente de seu crescimento.
Nesse bairro existe também o Fórum da cidade, Tibunal da Tustiça, além de uma central de polícia e o quartel. Segundo a Prefeitura de Chapecó, a estimativa de contagem de população em 2010 o bairro Passo dos fortes tem 11.534 habitantes, perdendo apenas pelo centro com 12.931 habitantes, e o bairro EFAPI que tem 27.543 habitantes. O bairro tem uma densidade demográfica de 35,74 km² o décimo  bairro em densidade demográfica. Foi o terceiro bairro que mais crescu em habitantes. Tem 3,11 km² de área.
O bairro também é banhado pelo rio Irani, mas o acesso é difícil e é possível ver o rio apenas perto do rio Uruguai (do qual o rio Irani é afluente) e ao atravessar da divisa da cidade na BR-283.